# Lagocephalus lagocephalus oceanicus
Lagocephalus lagocephalus oceanicus is een ondersoort van de straalvinnige vissen uit de familie van de kogelvissen (Tetraodontidae). De wetenschappelijke naam van de soort is voor het eerst geldig gepubliceerd in 1903 door Jordan & Evermann.